# Gran Turismo HD Concept
Gran Turismo HD Concept, conocido anteriormente como Vision Gran Turismo en el E3 2005, es el primer lanzamiento de la serie Gran Turismo para el PlayStation 3. Dejó de ser la continuación de la serie GT para convertirse en el primero de una serie de títulos prototipo que pueden ser descargados gratuitamente. 
Fue lanzado en la PlayStation Store el 24 de diciembre de 2006. A partir de ahí, Polyphony Digital se enfocó en desarrollar Gran Turismo 5. Se canceló para este lanzamiento el Modo Clásico, presenta diez vehículos y un solo circuito.

## Características
Se pensaba incluir en GTHD un buen número de nuevas adiciones a la serie pero se desconoce si serán incluidas o no en los demos gratuitos. Sin embargo, sí lo harán para el Gran Turismo 5. Ferrari hace su debut en la serie, esto marca el principio de lo que se ha llamado "los tres grandes" (los otros dos son Porsche y Lamborghini).
GTHD tiene soporte para multijugador en línea y un buen número de modos en línea como el taller en línea, carreras uno a uno, lista de amigos, lobby, boletín de noticias, modo espectador, constructor de equipos, constructor de clubes, constructor de carreras, álbum de fotografías, etc. Se espera que se incluyan daños en los vehículos y clima dinámico. Los tiempos de carga toman ventaja del disco duro preinstalado del PS3, reduciéndolos a 4 o 5 segundos.

## Modos

### Modo Clásico (cancelado)
Descrito como «GT4 mejorado en calidad y resolución y convertido a la plataforma PS3». Iba a ser presentado en un formato de HD 1080p y 60 fps (1080p60), gracias a la salida de video de PS3 HDMI. Se incluirían seis circuitos: Tokyo R246, Nürburgring Nordschleife, Circuit de la Sarthe, Grand Canyon, Chamonix y Twin Ring Motegi.

### Premium
Es, de hecho, la versión descargable en Playstation Store. Soporta el mismo modo gráfico que el Clásico. Se incluye el circuito Eiger Nordwand, basado en la localidad de Kleine Scheidegg en los Alpes Suizos, 10 autos que van desde el Suzuki Cappuccino hasta el Ferrari 599 (más 10 versiones modificadas) y 2 modos de juego: Time Trial y Drift Trial.

## Anexos
- Coches de Gran Turismo (anexo)
- Circuitos de Gran Turismo (anexo)
- Sitio oficial de Gran Turismo
- Gran Turismo World

- Datos: Q2472234